# Calidris ferruginea

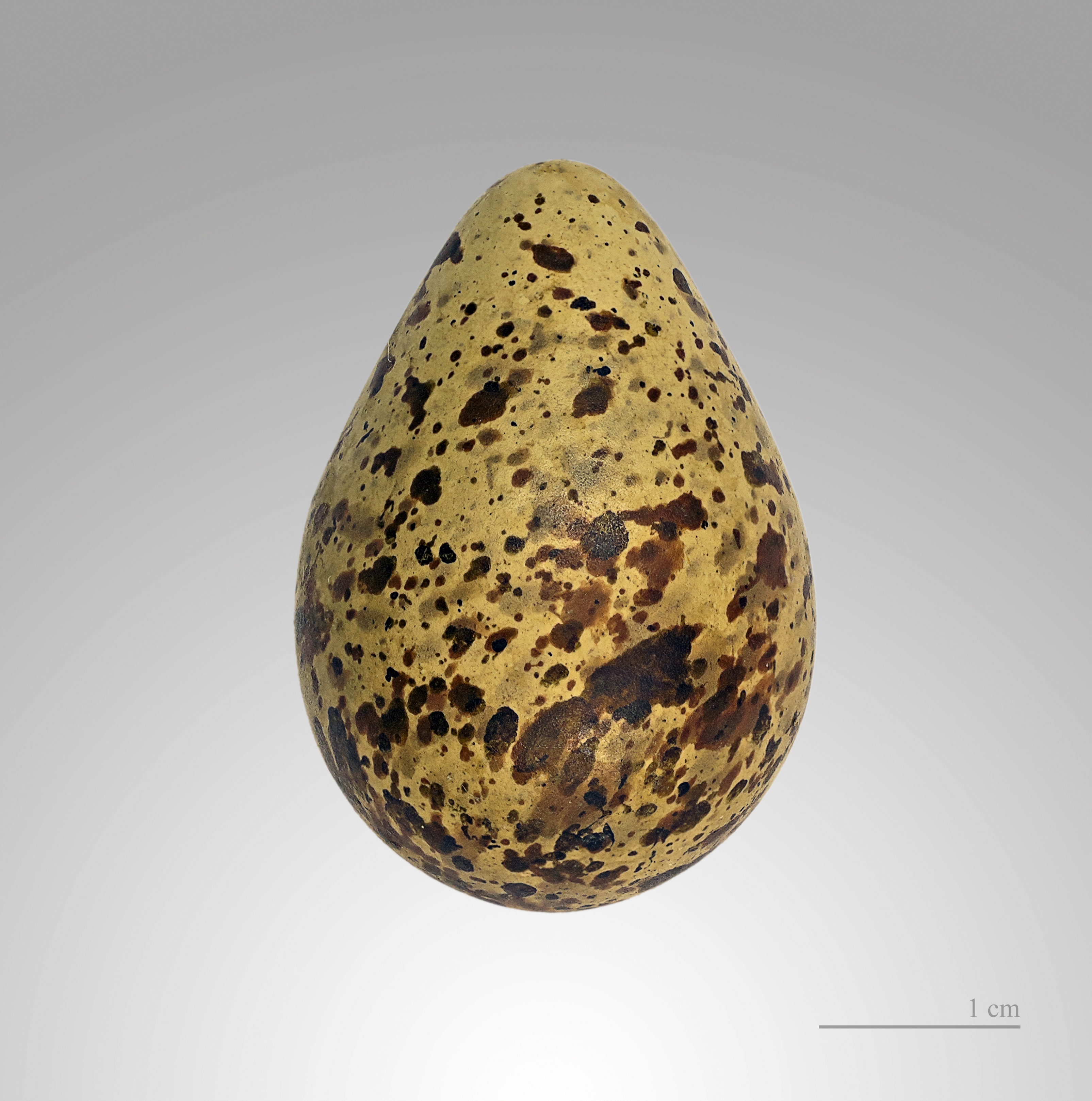
Huevo de Calidris ferruginea.

El correlimos zarapitín (Calidris ferruginea) es una pequeña ave limícola del género Calidris que habita en la tundra siberiana. Es una especie migratoria, que hiberna principalmente en África, pero también en el sur y el sudeste de Asia y Australasia. Muy ocasionalmente ha sido avistado en Norteamérica.

## Descripción
Estas aves son pequeños limícolas, ligeramente más grandes que el correlimos común (Calidris alpina), con una longitud media de 19,5-21 cm, con cuello y patas más largas, y la parte posterior blanca. En la estación de cría, los adultos muestran un plumaje jaspeado de gris oscuro en el dorso, y vientre de color rojo óxido (indicado en su nombre latino). En invierno, el plumaje es más pálido, y el vientre es blanco. Los jóvenes tienen un plumaje pardo y gris, vientre blanco y pecho de color ocre anaranjado.

## Comportamiento
Durante la época de apareamiento, el macho corteja a la hembra mediante una exhibición aérea. La puesta consiste en una media de tres o cuatro huevos, que son depositados sobre el suelo desnudo de la tundra.
Se trata de una especie muy gregaria, que forma bandadas con otras especies de correlimos, especialmente el correlimos común (Calidris alpina). A pesar de que el hábitat del correlimos zarapitín generalmente es la tundra siberiana, esta especie es vista con frecuencia en Europa Occidental durante sus migraciones.
Se alimenta en las riberas húmedas y marismas de la costa, buscando su alimento mediante la vista, principalmente insectos, moluscos y otros pequeños invertebrados.
La población del correlimos zarapitín se encuentra asociada a la población de lemmings. En años de escasez de lemmings, depredadores como los págalos grandes (Catharacta skua) y los búhos nivales (Bubo scandiacus) se alimentan de correlimos.
En ocasiones, el correlimos zarapitín se reproduce con el correlimos acuminado (Calidris acuminata) y el correlimos pectoral (Calidris melanotos), produciendo los híbridos llamados correlimos de Cooper (Calidris cooperi) y correlimos de Cox (Calidris paramelanotos), respectivamente.
El correlimos zarapitín es una de las especies a las que se aplica el Acuerdo de Conservación de las Aves Acuáticas de África-Eurasia.

## Taxonomía
Es una especie muy inusual, y ha sido propuesta como especie del género Erolia, pero la secuencia de ADN resulta insuficiente para resolver sus relaciones genéticas.